# Louis de Ségur
Pour les autres membres de la famille, voir Famille de Ségur.
Louis Philippe Charles Antoine, comte de Ségur (22 décembre 1838 à Paris - 9 février 1924 à Paris), est un homme politique français.

## Biographie
Fils du comte Paul de Ségur et d'Amélie Greffulhe, il est issu de la Maison de Ségur.
Il est aussi le petit-fils du comte Jean-Henry-Louis Greffulhe.
Il est élu en 1864 jusqu'en 1871 conseiller général du canton de Lorrez-le-Bocage et fit une certaine opposition à l'empire à propos de la question romaine.
Le 8 février 1871, il est élu représentant de Seine-et-Marne à l'Assemblée nationale. Il prend place à droite, fait partie de la réunion Saint Mare Girardin, signe l'adresse des députés syllabistes au pape, fut secrétaire de l'Assemblée, rapporteur des marchés conclus pendant la guerre à Lyon et dans le Nord. Il vote pour la paix, pour l'abrogation des lois d'exil, pour la pétition des évêques, pour la démission de Thiers, pour le septennat, pour le ministère de Broglie, pour l'amendement Wallon, pour les lois constitutionnelles. Il ne se représente pas aux élections de 1876.
En 1877, il est réélu conseiller-général du canton de Lorrez le Bocage, jusqu'en 1919.

### Mariage
Il épouse à Paris le 6 mars 1866 Marie-Thérèse Henriette Casimir-Perier (Paris, 16 juillet 1844 - Paris 16e, 10 novembre 1916), fille du ministre Auguste Casimir-Perier et de Camille Fontenilliat (fille de Henry Fontenilliat). 
Elle était la sœur de Jean Casimir-Perier, président de la République française en 1894-1895.
Tous deux restèrent sans descendance.

## Publications
- Une caravane française en Syrie au printemps de 1860, Paris : impr. de J. Claye, 1861
- Les finances et les candidatures officielles, Paris : impr. de Dubuisson, 1868
- L'agriculture et la liberté ; Indépendance des maires, Paris : A. Sauton, 1869.
- Les marchés de la guerre à Lyon et à l'armée de Garibaldi, Paris : H. Plon, 1873.

## Sources
- « Louis de Ségur », dans Adolphe Robert et Gaston Cougny, Dictionnaire des parlementaires français, Edgar Bourloton, 1889-1891 [détail de l’édition]